# Vanessa annabella
Vanessa annabella es una especie de lepidóptero ditrisio de la familia Nymphalidae, nativa de Norteamérica. Específicamente se distribuye por el oeste de Estados Unidos y de Canadá, así como por casi todo México, con excepción de las zonas costeras de clima tropical.

## Descripción
Vanessa annabella es uno de los tres miembros del subgénero Cynthia que existen en Norteamérica. Los otros dos, V. cardui y V. virginiensis, se diferencian en que tienen ocelos evidentes en la vista ventral. De este grupo, V. annabella también es el miembro que presenta un color anaranjado más puro en la vista dorsal del ala anterior, ya que V. cardui frecuentemente tiende al marrón y V. virginiensis a un anaranjado más rojizo. De igual modo, en la vista dorsal V. annabella presenta una barra anaranjada cerca del borde externo del ala anterior, así como tres o cuatro puntos azules submarginales en el ala posterior. También es similar a Vanessa carye, de la cual a veces se considera una subespecie, aunque ésta es nativa de Sudamérica.

## Alimentación
La oruga se alimenta de varias especies de plantas de las familias Malvaceae y Urticaceae, como de los géneros Sida, Althaea, Malva y Sphaeralcea, así como Urtica, respectivamente.